# اکواتوریوس
اکواتوریوس یک سرده از کنیاکپی است که از روی اسکلتی که در مرکز کنیا پیدا شد، معرفی گردید. بعدها در سال ۲۰۱۲ میلادی، سی و هشت دندان بزرگ متعلق به اواسط دورهٔ میوسن به همراه فک پایین و یک اسکلت تقریباً کامل متعلق به ۱۵/۵۸ تا ۱۵/۳۶ میلیون سال پیش نیز کشف گردید.